# Franciska av Rom
Franciska av Rom, italienska Francesca Romana, egentligen Francesca Bussa dei Ponziani, född 1384 i Rom, död 9 mars 1440 i Rom, var en italiensk klostergrundare. Franciska vördas som helgon inom Romersk-katolska kyrkan. Hennes minnesdag firas den 9 mars.

## Biografi
Franciska föddes i en adlig familj. När hon var 11 år gammal, ville hon gå i kloster, men föräldrarna ämnade gifta bort henne med den rike och fromme Lorenzo dei Ponziani. Äktenskapet blev lyckligt, och paret fick sex barn. När pesten härjade i Rom förvandlade Franciska sin bostad, Palazzo dei Ponziani, i Trastevere till ett sjukhus. Hon grundade 1425 Le Nobili Oblate di Monte Oliveto, en reformerad gren av benediktinorden, som ägnade sig åt att vårda sjuka.
Franciskas make Lorenzo avled 1436, och hon inträdde då i den orden hon grundat elva år tidigare. Hon kom nu helt att ägna sig åt vård och välgörenhet.
Franciska har fått sitt sista vilorum vid högaltaret i kyrkan Santa Francesca Romana på Forum Romanum. Skulpturen som föreställer helgonet är utförd av Giosuè Meli (1866).

## Bilder

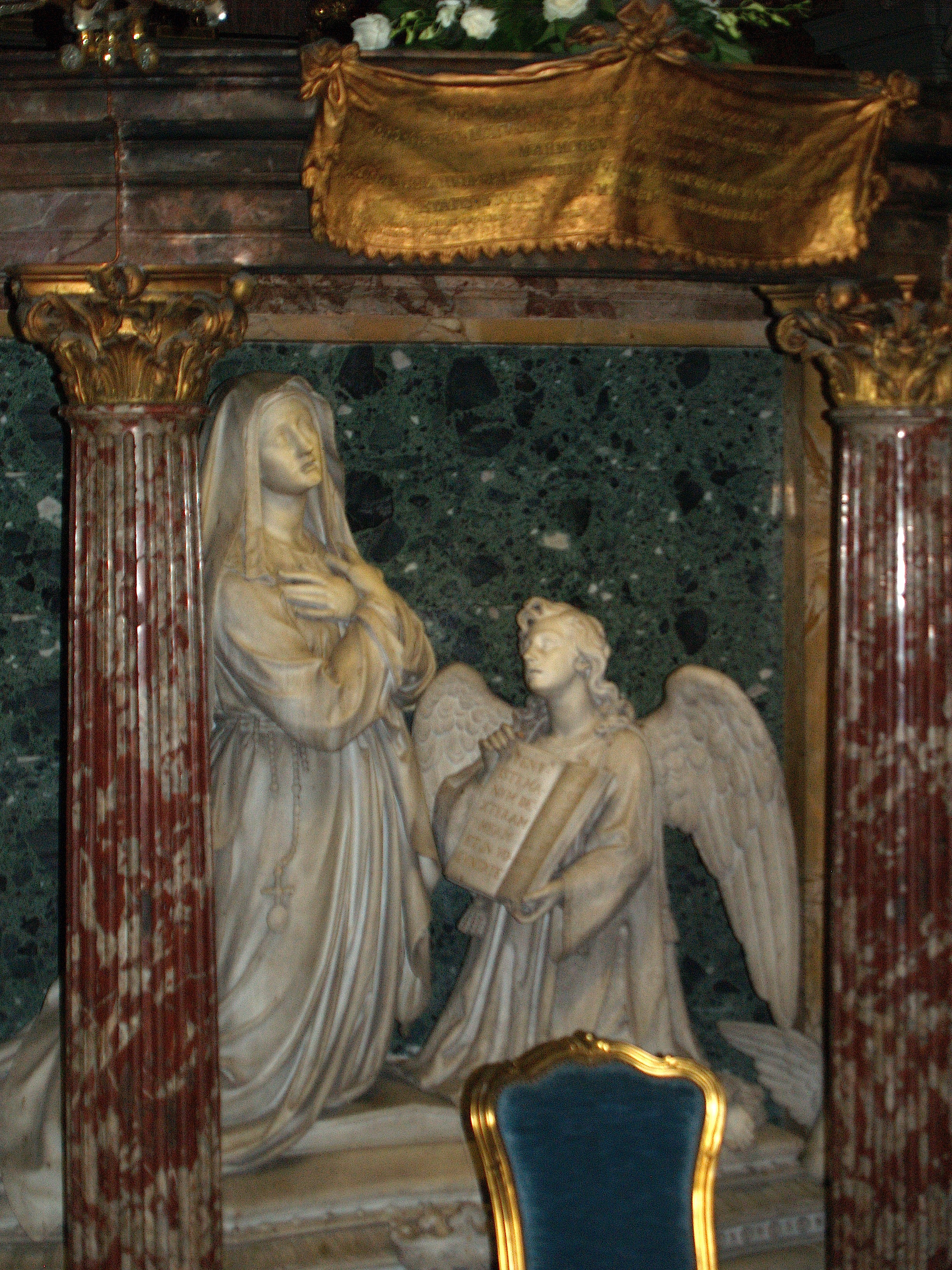
Sankta Franciska och ängeln. Skulptur utförd av Giosuè Meli.

### Webbkällor
- ”St. Frances of Rome”. Catholic Encyclopedia. New Advent. http://www.newadvent.org/cathen/06205c.htm. Läst 9 mars 2018.
- ”Santa Francesca Romana, religiosa”. Santi e Beati. http://www.santiebeati.it/dettaglio/26350. Läst 9 mars 2018.